# Zwartzusters Amsterdam
Die Zwartzusters sind eine katholische Schwesterngemeinschaft, die nach der Regel des heiligen Augustinus lebt und sich in der Krankenpflege betätigt.
Das Kloster der Zwartzusters in Amsterdam wurde im Jahre 1422 gegründet und auch im Jahre 1499 noch erwähnt. Es befand sich am Molensteeg und besaß auch eine eigene Kapelle. Nach der Aufhebung des Klosters wurde das Gebäude zum Wohnhaus umgewandelt.